# James J. Martin (sacerdote)
James J. Martin (Plymouth Meeting, 29 de diciembre de 1960) es un sacerdote estadounidense de la Compañía de Jesús

## Biografía
Fue ordenado sacerdote en 1999. Es escritor y editor de la revista jesuita «America». En 2017, el papa Francisco le designó como consultor del Dicasterio para la Comunicación del Vaticano. Ha escrito varios libros de temática religiosa.
La relación de Martin con la comunidad LGTB ha atraído tanto el apoyo como la reacción negativa dentro de la Iglesia católica. Este es el tema de su libro «Tender un puente: cómo la Iglesia católica y la comunidad LGBT pueden entrar en una relación de respeto, compasión y sensibilidad». En 2021, se estrenó en el Festival de Cine de Tribeca, en la ciudad de Nueva York, un documental sobre la labor de Martin con la comunidad LGBT, también llamado «Tender un puente».
El 30 de septiembre de 2019 fue recibido por el papa en una audiencia privada en la biblioteca papal del Palacio Apostólico del Vaticano.
En junio de 2021 Martin recibió una carta del papa en la que le elogiaba y le decía: "Pensando en tu trabajo pastoral, veo que buscas continuamente imitar este estilo de Dios".
En mayo de 2022 Martin envió tres preguntas al papa sobre la relación de la comunidad LGTB con la Iglesia católica. El papa respondió a las tres preguntas con un punto de vista inclusivo.
En noviembre de 2022 fue recibido de nuevo por el papa Francisco en audiencia. El papa habló bien de su libro sobre cómo rezar y le definió como "un hombre que tiene valores, un comunicador que sabe cómo enseñarte el camino de la comunicación con Dios".